# Chloropoea youbdonis
Chloropoea youbdonis är en fjärilsart som beskrevs av Ungemach 1932. Chloropoea youbdonis ingår i släktet Chloropoea och familjen praktfjärilar. Inga underarter finns listade i Catalogue of Life.